# Гази Евренос хан (Траянопол)
Гази Евренос хан (на турски: Kara Ilıca'daki Hanı) е кервансарай край Траянопол и е един от най-старите османски паметници на Балканите. Построен е между 1370 и 1390 г. от Гази Евренос бей.
Траянопулис е важна спирка на пътя Виа Игнация от римско време, в който са построени и минерални бани, които днес са в руини. На съседния хълм, където днес се намира параклисът на свети Константин и Георги, е бил събирателният център на дервишите, Теке Исклар, отбелязан от османския пътешественик Евлия Челеби през 1668 г.